# Карава
Карава (на гръцки: Καράβα), понякога произношението може да е и Корава, е най-високият връх на областта Аграфа и въобще на Южен Пинд.
Намира се в северната част на областта откъм Тесалия и територията му административно спада към ном Кардица.
Под самия връх има малко сезонно ледниково езеро – Луца, образуващо се при топенето на снега.
Следващите по височина масиви в Аграфа са:
1. Делидим (2163 m)
2. Вощикаки (2154 m)
3. Сивони (2142 m)
4. Лиакура (2140 m)
5. Флизани (2018 m)
6. Плака (2013 m)
7. Казарма (1977 m)
8. Веруша (1835 m)

Делидим и Лиакура са на границата с Евритания, която област административно до 1947 г. е част от Етолоакарнания, т.е. Същинска Гърция.